# Graciela Borges
Graciela Borges (Dolores, 10 de junho de 1941) é uma atriz argentina. Estreou no cinema aos 14 anos, e atuou em mais de cinquenta filmes. Em 2002, Borges recebeu o Prêmio Condor de Prata de Melhor Atriz por seu papel em O Pântano (2001), de Lucrecia Martel.